# بطولة أمم أوقيانوسيا لكرة السلة 2005
بطولة أمم أوقيانوسيا لكرة السلة 2005 أقيمت في نيوزيلندا. بمشاركة فريقين. فاز منتخب أستراليا بالبطولة للمرة الـ 15.

## الفرق التي لم تشارك
| - ساموا الأمريكية - جزر كوك - ميكرونيسيا - فيجي - غوام - كيريباتي - جزر مارشال - ناورو - كاليدونيا الجديدة | - جزيرة نورفولك - جزر ماريانا الشمالية - بالاو - بابوا غينيا الجديدة - ساموا - جزر سليمان - تاهيتي - تونغا - توفالو - فانواتو |

## النتائج
| أغسطس 17 7:30 p.m. | التقرير | نيوزيلندا                                    | 69–82 | أستراليا |  | أوكلاند |
| أغسطس 17 7:30 p.m. | التقرير | النقاط حسب الربع: 15-17، 16-25، 20-16، 18-24 |       |          |  | أوكلاند |

| أغسطس 20 3:00 p.m. | التقرير | أستراليا                                    | 82–71 | نيوزيلندا |  | أوكلاند |
| أغسطس 20 3:00 p.m. | التقرير | النقاط حسب الربع: 18-20، 16-9، 23-18، 25-24 |       |           |  | أوكلاند |

| أغسطس 21 3:00 p.m. | التقرير | نيوزيلندا                                    | 80–91 | أستراليا |  | دنيدن |
| أغسطس 21 3:00 p.m. | التقرير | النقاط حسب الربع: 17-12، 22-22، 16-30، 25-27 |       |          |  | دنيدن |
| أغسطس 21 3:00 p.m. | التقرير | أستراليا wins series, 3-0                    |       |          |  | دنيدن |

## جوائز
| البطل                 |
| --------------------- |
| · أستراليا · للمرة 15 |